# ويليام إتش بورتر
ويليام إتش بورتر (بالإنجليزية: William H. Porter)‏ هو مصرفي أمريكي، ولد في 8 يناير 1861، وتوفي في 30 نوفمبر 1926.